# أوليفر سميث (سياسي)
أوليفر سميث (بالإنجليزية: Oliver Smith)‏ هو سياسي بريطاني، ولد في 20 فبراير 1993. حزبياً، نشط في الديمقراطيون الليبراليون.